# Llista de Seigneurs de Sark

Bandera de Sark

El Seigneur de Sark és el cap del govern feudal de l'illa de Sark. "Seigneur" és l'equivalent en francès de l'anglès "lord". Si el càrrec l'ocupa una dona es diu Dame de Sark.
El càrrec de Seigneur és hereditari, però pot ser venut amb permís de la reina d'Anglaterra. El Seigneur té un poder de veto suspensiu i el dret de nomenar la majoria dels càrrecs de l'illa.
L'anyt 2006, els residents de Sark votaren la introducció d'un sistema polític íntegrament escollible per a remplaçar el govern feudal, i el canvi legislatiu fou aprovat el 9 d'abril de 2008. Els canvis al sistema polític afectaren majoritàriament al parlament, als diputats (chief pleas), però no pas al Seigneur.
- Hellier de Carteret (1563-1578)
- Philippe de Carteret I (1578-1594)
- Philippe de Carteret II (1594-1643)
- Philippe de Carteret III (1643-1663)
- Philippe de Carteret IV (1663-1693)
- Charles de Carteret (1693-1715)
- John Carteret (1715-1720)
- John Johnson (1720-1723)
- James Milner (1723-1730)
- Susanne le Pelley (1730-1733)
- Nicolas le Pelley (1733-1742)
- Daniel le Pelley (1742-1752)
- Pierre le Pelley I (1752-1778)
- Pierre le Pelley II (1778-1820)
- Pierre le Pelley III (1820-1839)
- Ernest le Pelley (1839-1849)
- Pierre Carey le Pelley (1849-1852)
- Marie Collings (1852-1853)
- William Thomas Collings (1853-1882)
- William Frederick Collings (1882-1927)
- Sybil Mary Hathaway (1927-1940) i (1945-1974)
- John Michael Beaumont (1974-present)

Representants alemanys (Subordinats al comandant alemany de Guernsey)
- Herdt 1940-1942
- Johann Hinkel 1942-1945

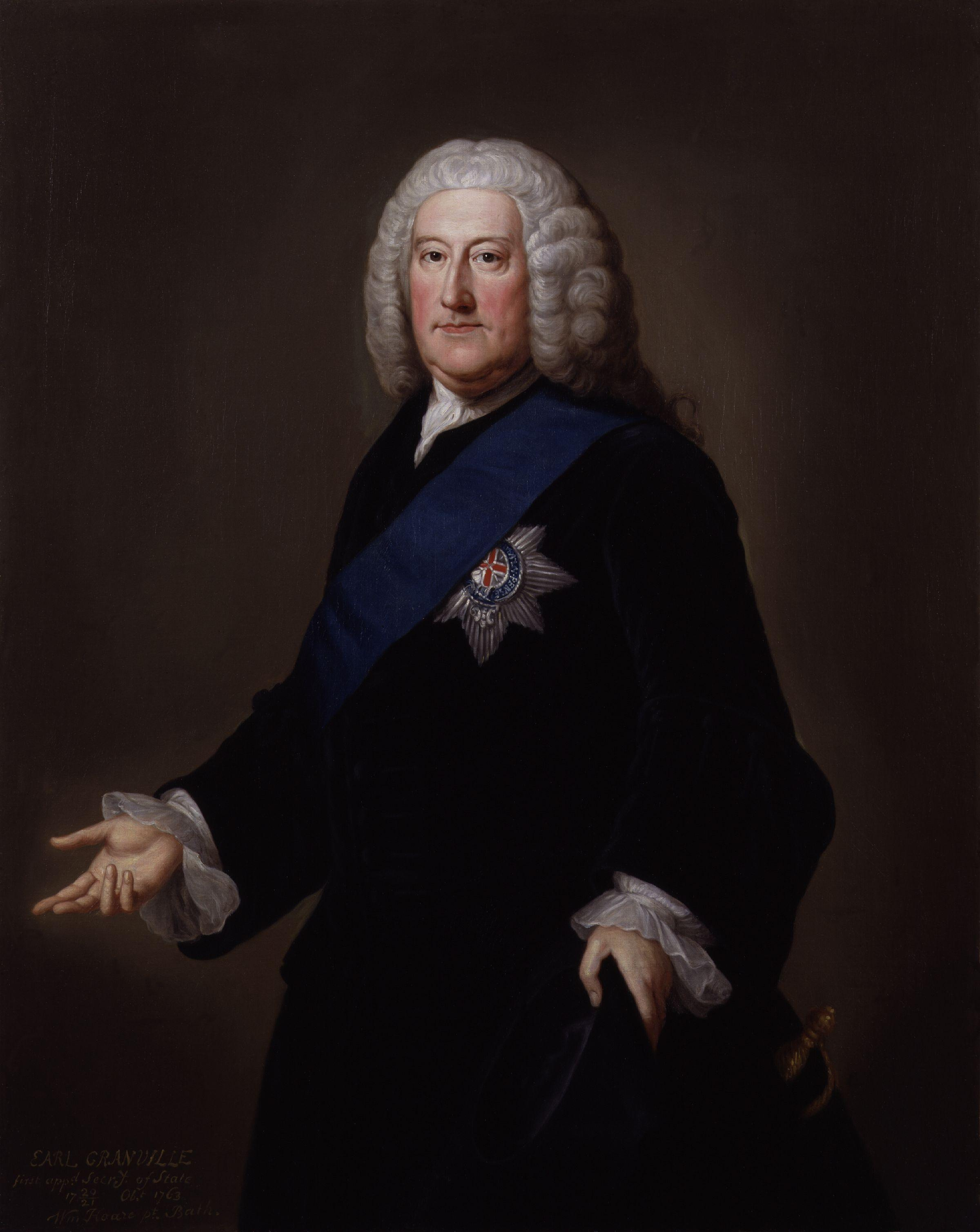
John Carteret (1715–1720)
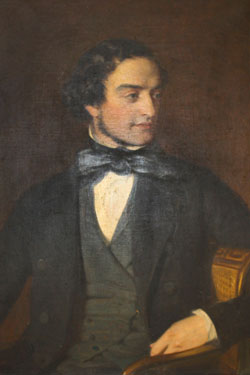
William Thomas Collings (1853–1882)
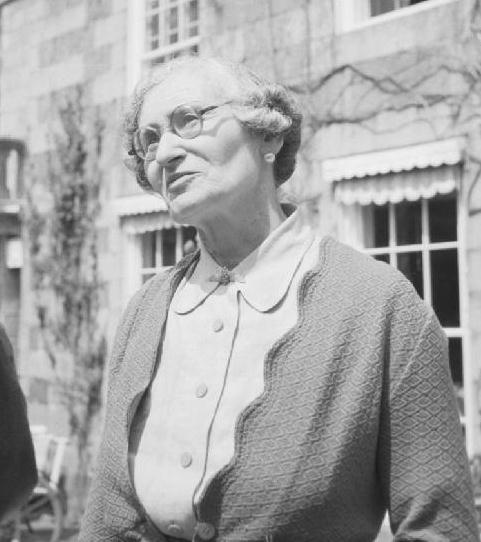
Sibyl Hathaway (1927–1974)
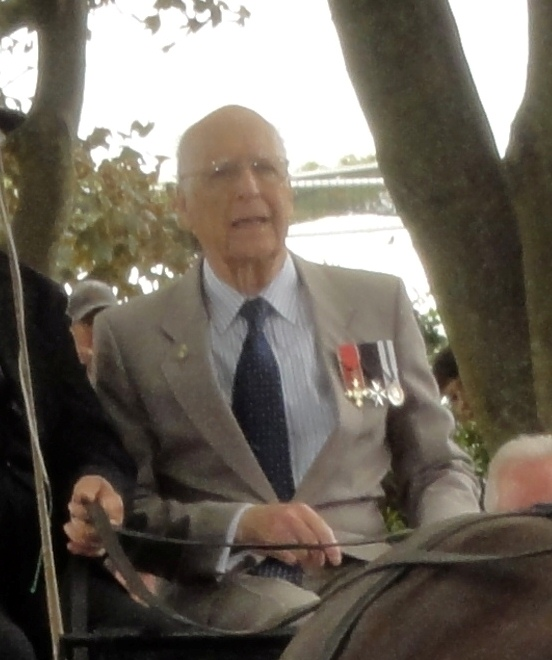
John Michael Beaumont (1974-present)